# Cerdans
Cerdans es una entidad de población española del municipio de Arbucias,  perteneciente a la provincia de Gerona, en la comunidad autónoma de Cataluña.

## Historia
Hacia mediados del siglo XIX, el lugar ya pertenecía al municipio de Arbucias. Aparece descrito en el sexto volumen del Diccionario geográfico-estadístico-histórico de España y sus posesiones de Ultramar de Pascual Madoz de la siguiente manera:

CERDANS: l. en la prov. de Gerona, part. jud. de Sta. Coloma de Farnés, aud. terr., c. g. de Barcelona, dióc. de Vich, ayunt. de Arbucias: sit. entre montes con buena ventilacion y clima sano. Tiene varias casas y una igl. parr. (San Cristóbal) servida por un cura de ingreso. El térm. confina con Liors, Arbucias y Viladrau. El terreno es montañoso, con bosques arbolados que producen mucha leña para el combustible; le cruzan vanos caminos locales. prod.: granos con escasez; cria ganado lanar y vacuno, y alguna caza. pobl., riqueza y contr. (V. Arbucias.)
(Madoz, 1847, p. 321)

En 2023 la entidad singular de población de Cerdans tenía empadronados 12 habitantes.

## Patrimonio
En el lugar hay una iglesia bajo la advocación de San Cristóbal.